# Carlos César (político)

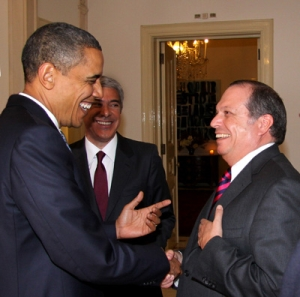
Barack Obama (esq.) encontra-se com Carlos César (dir.) durante uma visita aos Açores, em 19-20 de novembro de 2010. Ao fundo, está presente José Sócrates, então primeiro-ministro de Portugal.

Carlos Manuel Martins do Vale César GCC (Ponta Delgada, 30 de outubro de 1956) é um político português, natural dos Açores. Foi Presidente do Governo Regional dos Açores e é o atual Presidente do Partido Socialista.

## Biografia
É sobrinho-neto de Manuel Augusto César, jornalista da Primeira República Portuguesa, que foi diretor dos jornais O Proletário, o Protesto e o Protesto do Povo, todos publicados em Ponta Delgada. A sua formação cívica, nos anos imediatamente anteriores à Revolução dos Cravos (25 de abril de 1974), foi influenciada pelo irmão, o jornalista Horácio do Vale César, e outras figuras da época nos meios estudantis da oposição em Ponta Delgada, como Jaime Gama, Mário Mesquita e Medeiros Ferreira, todos eles estudantes do Liceu Nacional Antero de Quental.
Foi membro da Cooperativa Cultural Sextante, depois encerrada pela PIDE/DGS e, em 1973, passou a integrar a Comissão Dinamizadora da Comissão Democrática Eleitoral, também em Ponta Delgada. A 26 de abril de 1974, fundou a Associação de Estudantes do Liceu Antero de Quental e, um mês depois, a Juventude Socialista nos Açores. Foi membro do primeiro secretariado eleito da secção de Ponta Delgada do Partido Socialista, integrou a delegação dos Açores ao I Congresso Nacional do Partido Socialista e ao I Congresso Nacional da Juventude Socialista.
Em 1975, iniciou os estudos de Direito, na Universidade de Lisboa, nunca concluídos. Integrou a Direcção da Associação Académica da Faculdade de Direito de Lisboa e trabalhou como coordenador de uma cooperativa de documentação e cultura, à medida que se destacava como dirigente nacional da Juventude Socialista, de que é, hoje, membro honorário nacional. Foi adjunto do secretário de Estado da Administração Pública do II Governo Constitucional, em 1978, cuja formação resultou de um acordo entre o PS e o Centro Democrático Social.
Regressou aos Açores para exercer o cargo de deputado à Assembleia Legislativa Regional, de que tomou posse em janeiro de 1981. Integrou, pouco tempo depois, a Direcção do Grupo Parlamentar do Partido Socialista e várias comissões parlamentares, presidindo à Comissão dos Assuntos Económicos. Mais tarde, foi eleito vice-presidente da Assembleia Regional. Seria ainda membro da Assembleia Municipal de Ponta Delgada e presidente da Assembleia de Freguesia da Fajã de Baixo.
Foi eleito presidente do Partido Socialista nos Açores, cargo que exerceu, pela primeira vez, de 1983 a 1985.
Em 1987, voltou a Lisboa, ao ser eleito Deputado à Assembleia da República, nas eleições legislativas desse ano. Exerceria o mandato até 1989.
Em 1994, Carlos César regressou à liderança do Partido Socialista nos Açores. Encabeçando a lista deste partido nas eleições regionais de 13 de outubro de 1996, como candidato dos socialistas açorianos à presidência do Governo Regional, anulou uma diferença de mais de 20% que separava o PS do Partido Social Democrata, vencendo com 46% dos votos expressos. A 9 de novembro de 1996, tomou posse como presidente do VII Governo Regional dos Açores, cargo em que se manteve até 6 de novembro de 2012 e para o qual foi eleito com maioria absoluta nas eleições seguintes (2000, 2004 e 2008).
Foi membro do Conselho de Estado, do Conselho Superior de Defesa Nacional, do Conselho Superior de Segurança Interna e do Conselho Superior de Proteção Civil. Foi Presidente da Conferência de Presidentes das Regiões Ultraperiféricas da União Europeia, de 2003 a 2004, e membro titular permanente do Comité das Regiões da União Europeia, do Congresso dos Poderes Regionais e Locais do Conselho da Europa e da Assembleia das Regiões da Europa.
A 19 de fevereiro de 2013 foi agraciado com a Grã-Cruz da Ordem Militar de Cristo.
Foi eleito Presidente do Partido Socialista em novembro de 2014, a convite de António Costa. Foi reeleito para o mesmo cargo em janeiro de 2024.
Carlos César foi eleito Deputado à Assembleia da República na XIII legislatura (2015/2019), tendo sido escolhido pelos seus pares como líder do grupo parlamentar do PS.
Foi eleito membro do Conselho de Estado em dezembro de 2015, pela Assembleia da República, tendo sido reeleito em 2019, 2022 e 2024.
Foi vice-presidente da Internacional Socialista. Em 2019 anunciou a intenção de não se recandidatar à Assembleia da República.

## Vida pessoal
Carlos César é casado com Luísa Maria Assis Vital Gomes do Vale César, licenciada em História e pós-graduada em Ciências Documentais, desde 1977. Tem um filho, Francisco César, nascido a 11 de novembro de 1978.